# Championnat de RDA féminin de football
Le Championnat de RDA de football féminin a existé de 1978 à 1991, année de la réunification allemande. De 1978 à 1989, il s'est appelé Beste DDR-Frauenmannschaft, en 1990: DDR-Frauen-Meister et en 1991: NOFV-Frauen-Meister. 

## Palmarès
| Saison    | Champion                        |
| 1978-1979 | BSG Motor Mitte Karl-Marx-Stadt |
| 1979-1980 | BSG Wismut Karl-Marx-Stadt      |
| 1980-1981 | BSG Turbine Potsdam             |
| 1981-1982 | BSG Turbine Potsdam             |
| 1982-1983 | BSG Turbine Potsdam             |
| 1983-1984 | BSG Motor Halle                 |
| 1984-1985 | BSG Turbine Potsdam             |
| 1985-1986 | BSG Turbine Potsdam             |
| 1986-1987 | BSG Rotation Schlema            |
| 1987-1988 | BSG Rotation Schlema            |
| 1988-1989 | BSG Turbine Potsdam             |
| 1989-1990 | BSG Post Rostock                |
| 1990-1991 | Uni SV Jena                     |

## Bilan par clubs
- BSG Turbine Potsdam: 6 titres
- BSG Rotation Schlema: 2 titres
- BSG Motor Mitte Karl-Marx-Stadt, BSG Wismut Karl-Marx-Stadt, BSG Post Rostock, Uni SV Jena: 1 titre